# محمد رجب النجار
الدكتور محمد رجب النجار (1941 - 12 فبراير 2005)، كاتب وأكاديمي مصري متخصص في التراث الشعبي، حصل على جائزة الدولة التشجيعية في مصر عن كتابه (التراث القصصي في الأدب العربي).

## حياته
- تخرج من كلية الآداب جامعة القاهرة 1962م، حصل على الماجستير عام 1972م، والدكتوراة 1976م، في الأدب الشعبي العربي من نفس الجامعة.
- درّس في قسم اللغة العربية وآدابها بكلية الآداب بجامعة الكويت.

## من مؤلفاته
- دعوة لدراسة تراثنا القصصى في ضوء مناهج الفولكلور.
- الأدب الملحمي في التراث الشعبي العربي: مدخل بنيوي لدراسة السير الشعبية ـ الأساطير العربية.
- حكايات الحيوان في التراث العربي.
- فن الأحاجى والألغاز في التراث العربي.
- ملاحظات حول أدب الملاحم العربية وقضايا البطل الملحمي.
- حكايات الشطار والعيارين في التراث العربي، سلسلة عالم المعرفة، الكويت، سبتمبر 1981م.[3]
- المرأة في الملاحم الشعبية العربية.
- البطل الأوليائي في القصص الصوفي.
- شخصية السندباد في التراث الشعبى العربي.
- موت البطل في السير والملاحم الشعبية.
- قراءة في سيرة حمزة العرب.
- ملحمة الصراع بين العرب والفرس في التراث الشعبى العربي.
- سيرة فيروز شاه أو الرواية العربية للشهنامة الفارسية.
- قصص الحب في الليالي.
- الأصول الأسطورية لسيرة سيف بن ذي يزن.
- أبو زيد الهلالي دراسة نقدية في الإبداع الشعبى العربي.
- جحا العربي، سلسلة عالم المعرفة، الكويت، 1979م.[4]
- توفيق الحكيم والأدب الشعبي - أنماط من التناص الفلكلوري.
- فولكلور الحج - الأغنية الشعبية نموذجا.
- أبو زيد الهلالي الرمز والقضية.
- فن النبويات.
- بردة البوصيري: قراءة أدبية فلكلورية.
- النثر العربي القديم من الشفاهية إلى الكتابية.
- فنون الأدب الشعبي في التراث العربي.
- الشعر الشعبي الساخر في عصور المماليك.
- كليلة ودمنة تأليفا لا ترجمة.
- الموروث الأسطوري في شعر نازك الملائكة.
- أشهر الغطاوي في الكويت والخليج. 1995.
- قراءات ونصوص في الأدب العربي. 1995.
- التراث القصصي في الأدب العربي. 1995.[5]

## تحقيق
- سيرة علي الزيبق.
- فاكهة الخلفاء ومفاكهة الظرفاء، لابن عرب شاه.

## صدر عنه
- كتاب «محمد رجب النجار: مدرسة عربية في بحث التراث الشعبي» تأليف: مصطفى جاد. صدر عن معهد الشارقة للتراث عام 2016م.[6]

## وصلات خارجية
- محمد رجب النجار